# Eidgenössische Volksinitiative «für die Proporzwahl des Nationalrates»
Die Eidgenössische Volksinitiative «Proporzwahl des Nationalrates» wurde am 13. Oktober 1918 in der Schweiz angenommen. Sie verlangte eine Umstellung des Wahlsystems des Nationalrates vom Mehrheitswahlrecht (Majorz) zum Verhältniswahlrecht (Proporz). Das mit dieser Volksinitiative eingeführte Wahlsystem wird bis in die Gegenwart angewendet. Es war die dritte Volksinitiative, die dies forderte, die vorherigen Initiativen wurden 1900 und 1910 abgelehnt.

## Vorgeschichte

Plakat von Melchior Annen für die Abstimmung von 1910. Das Motiv wurde 1918 abermals verwendet.

Bereits 1846 hatte Victor Considerant in Genf die Einführung eines Verhältniswahlrechtes vorgeschlagen, gemäss dem die Sitze im Parlament nach der Stärke der Parteien zugeteilt worden wären. Ihm folgten weitere Vordenker wie der Genfer Ernest Naville oder der Basler Eduard Hagenbach-Bischoff, welche sich mit Publikationen und in Vereinigungen für das Proporzwahlsystem einsetzten. Als erster Kanton führte das Tessin 1891 die Proporzwahl ein. Neuenburg folgte im selben Jahr und ein Jahr später Genf.
Auf Bundesebene lehnte die freisinnige Mehrheit im Parlament alle Vorstösse für eine Verhältniswahl ab. Die Proporzfreunde nutzten das 1891 eingeführte Instrument der Volksinitiative, um ihr Anliegen zu propagieren. 1900 und 1910 wurden entsprechende Volksinitiativen abgelehnt, zuerst deutlich, dann nur noch knapp.

## Ablauf und Inhalt
Mit dieser Ausgangslage wurde bereits 1913 ein weiteres Volksbegehren lanciert. Innert weniger Monate wurden die nötigen Unterschriften von einem Bündnis von Sozialdemokraten und Katholisch-Konservativen gesammelt; am 13. August 1913 wurde die Initiative eingereicht.
Die Initiative im Wortlaut:
Art. 73 der Bundesverfassung ist aufgehoben und wird durch folgenden Artikel ersetzt:
Die Wahlen in den Nationalrat sind direkte. Sie finden nach dem Grundsatze der Proportionalität statt, wobei jeder Kanton und jeder Halbkanton einen Wahlkreis bildet.
Der Bundesrat überwies seine Stellungnahme (Botschaft) am 16. März 1914 an die Bundesversammlung. Mit Verweis auf die Dringlichkeit des Ersten Weltkriegs verschob die Bundesversammlung die Behandlung der Initiative, so dass diese erst im Oktober 1918 vor Volk und Stände (Kantone) kam.

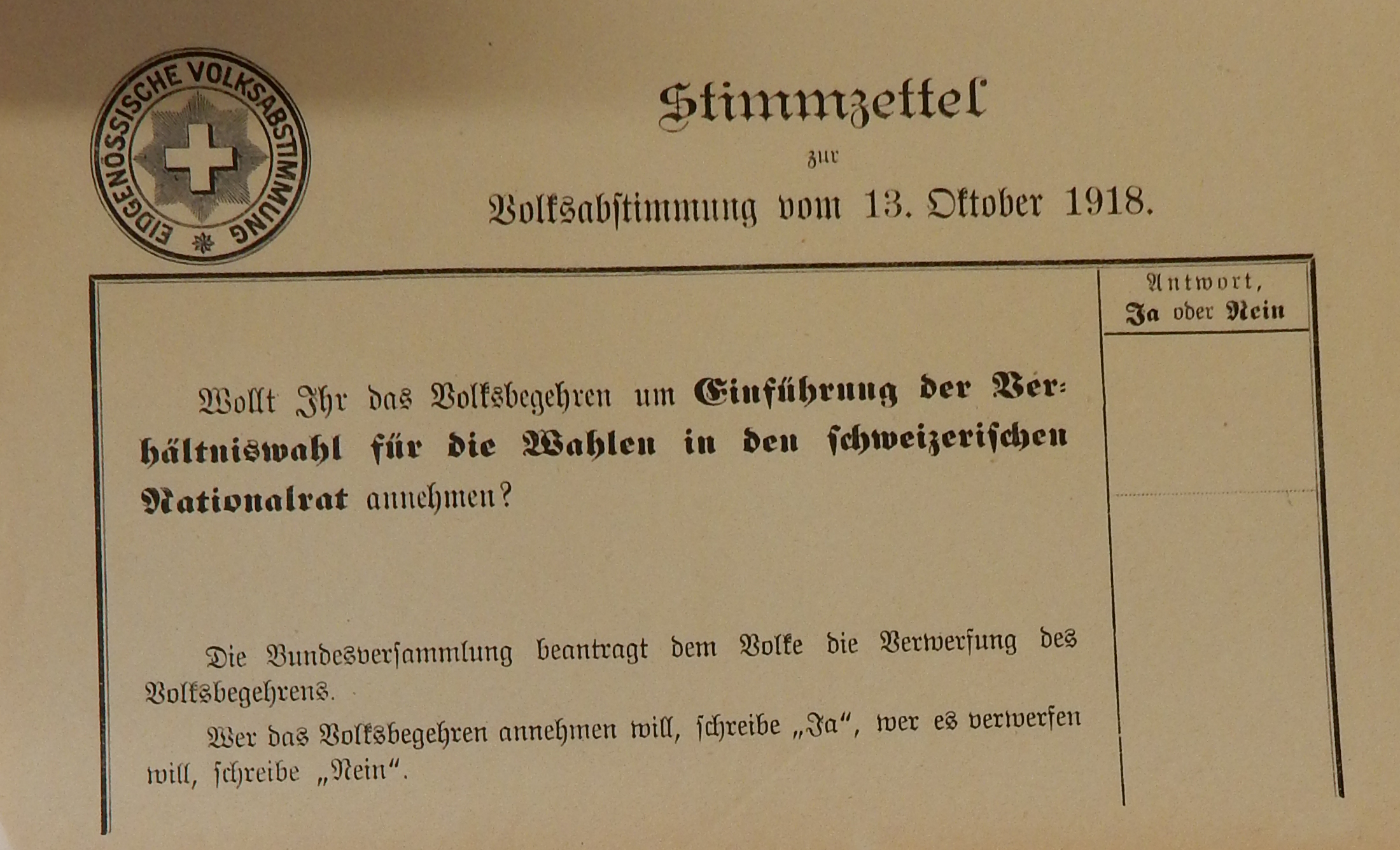
Stimmzettel vom 13. Oktober 1918

Inzwischen hatten Bauernpolitiker begonnen, sich aus der freisinnigen Grossfamilie herauszulösen und sich für den Proporz zu interessieren. So erklärte der spätere Bundesrat Rudolf Minger 1917: "Der Proporz ist zwar von anderer Seite auf den Schild gehoben worden. Aber heute haben wir Bauern alles Interesse, uns dieser Bewegung anzuschliessen. Und dazu gibt es für uns nur eine Lösung: die Gründung einer eigenen selbstständigen Bauernpartei!"

### Abstimmungsergebnisse
Das Ergebnis der Volksabstimmung vom 13. Oktober 1918 über die Volksinitiative war eindeutig: 66,8 Prozent Ja (299'550 Stimmen) und 33,2 Prozent Nein (149'035); bei den Ständen stimmten 19,5 zu und 2,5 lehnten ab.

#### Eidgenössische Volksabstimmung vom 4. November 1900
| Kanton                           | Ja (%) | Nein (%) | Beteiligung (%) |
| -------------------------------- | ------ | -------- | --------------- |
| Aargau                           | 28,0   | 72,0     | 82,8            |
| Appenzell Ausserrhoden ½         | 10,1   | 89,9     | 72,9            |
| Appenzell Innerrhoden ½          | 53,3   | 46,7     | 80,6            |
| Basel-Landschaft ½               | 22,7   | 77,3     | 38,1            |
| Basel-Stadt ½                    | 44,4   | 55,6     | 53,0            |
| Bern                             | 32,1   | 67,9     | 50,3            |
| Freiburg                         | 77,3   | 22,7     | 56,8            |
| Genf                             | 54,4   | 45,6     | 48,5            |
| Glarus                           | 54,7   | 45,3     | 61,9            |
| Graubünden                       | 39,2   | 60,8     | 66,2            |
| Luzern                           | 50,6   | 49,4     | 50,6            |
| Neuenburg                        | 48,7   | 51,3     | 47,1            |
| Nidwalden ½                      | 60,1   | 39,9     | 42,4            |
| Obwalden ½                       | 68,3   | 31,7     | 43,8            |
| Schaffhausen                     | 21,2   | 78,8     | 82,7            |
| Schwyz                           | 76,1   | 23,9     | 38,5            |
| Solothurn                        | 43,4   | 56,6     | 60,9            |
| St. Gallen                       | 47,6   | 52,4     | 79,7            |
| Tessin                           | 51,5   | 48,5     | 40,1            |
| Thurgau                          | 27,6   | 72,4     | 68,3            |
| Uri                              | 65,7   | 34,3     | 58,1            |
| Waadt                            | 33,0   | 67,0     | 53,1            |
| Wallis                           | 78,0   | 22,0     | 51,6            |
| Zug                              | 54,0   | 46,0     | 52,9            |
| Zürich                           | 31,8   | 68,2     | 68,7            |
| Schweizerische Eidgenossenschaft | 40,9   | 59,1     | 58,8            |

#### Eidgenössische Volksabstimmung vom 23. Oktober 1910
| Kanton                           | Ja (%) | Nein (%) | Beteiligung (%) |
| -------------------------------- | ------ | -------- | --------------- |
| Aargau                           | 44,3   | 55,7     | 87,1            |
| Appenzell Ausserrhoden ½         | 21,6   | 78,4     | 81,7            |
| Appenzell Innerrhoden ½          | 69,5   | 30,5     | 84,0            |
| Basel-Landschaft ½               | 36,7   | 63,3     | 50,3            |
| Basel-Stadt ½                    | 56,6   | 43,4     | 53,6            |
| Bern                             | 40,5   | 59,5     | 51,2            |
| Freiburg                         | 25,1   | 74,9     | 49,6            |
| Genf                             | 65,7   | 34,3     | 33,1            |
| Glarus                           | 40,6   | 59,4     | 69,0            |
| Graubünden                       | 46,9   | 53,1     | 68,0            |
| Luzern                           | 56,7   | 43,3     | 57,9            |
| Neuenburg                        | 61,3   | 38,7     | 44,6            |
| Nidwalden ½                      | 65,8   | 34,2     | 50,5            |
| Obwalden ½                       | 72,5   | 27,5     | 46,1            |
| Schaffhausen                     | 33,2   | 66,8     | 81,5            |
| Schwyz                           | 67,1   | 32,9     | 48,3            |
| Solothurn                        | 67,1   | 45,3     | 77,6            |
| St. Gallen                       | 51,9   | 48,1     | 89,7            |
| Tessin                           | 65,8   | 34,2     | 37,4            |
| Thurgau                          | 38,0   | 62,0     | 85,9            |
| Uri                              | 76,8   | 23,2     | 62,4            |
| Waadt                            | 36,2   | 63,8     | 46,4            |
| Wallis                           | 60,9   | 39,1     | 45,4            |
| Zug                              | 68,4   | 31,6     | 56,0            |
| Zürich                           | 49,3   | 50,7     | 78,4            |
| Schweizerische Eidgenossenschaft | 47,5   | 52,5     | 62,4            |

#### Eidgenössische Volksabstimmung vom 13. Oktober 1918
| Kanton                           | Ja (%) | Nein (%) | Beteiligung (%) |
| -------------------------------- | ------ | -------- | --------------- |
| Aargau                           | 53,8   | 46,2     | 82,1            |
| Appenzell Ausserrhoden ½         | 35,4   | 64,6     | 65,7            |
| Appenzell Innerrhoden ½          | 77,0   | 23,0     | 73,3            |
| Basel-Landschaft ½               | 73,9   | 26,1     | 36,6            |
| Basel-Stadt ½                    | 84,8   | 15,2     | 43,1            |
| Bern                             | 75,9   | 24,1     | 38,6            |
| Freiburg                         | 73,4   | 26,6     | 36,4            |
| Genf                             | 80,6   | 19,4     | 24,3            |
| Glarus                           | 60,7   | 39,3     | 53,9            |
| Graubünden                       | 51,2   | 48,8     | 61,6            |
| Luzern                           | 75,6   | 24,4     | 41,2            |
| Neuenburg                        | 93,2   | 6,8      | 33,9            |
| Nidwalden ½                      | 80,8   | 19,2     | 31,8            |
| Obwalden ½                       | 81,8   | 18,2     | 34,4            |
| Schaffhausen                     | 56,5   | 43,5     | 76,4            |
| Schwyz                           | 82,3   | 17,7     | 32,3            |
| Solothurn                        | 75,4   | 24,6     | 52,0            |
| St. Gallen                       | 62,4   | 37,6     | 75,1            |
| Tessin                           | 82,6   | 17,4     | 22,4            |
| Thurgau                          | 44,7   | 55,3     | 80,2            |
| Uri                              | 87,3   | 12,7     | 44,1            |
| Waadt                            | 49,3   | 50,7     | 35,9            |
| Wallis                           | 88,5   | 11,5     | 35,0            |
| Zug                              | 79,2   | 20,8     | 34,2            |
| Zürich                           | 68,9   | 31,1     | 65,1            |
| Schweizerische Eidgenossenschaft | 66,8   | 33,2     | 49,5            |

## Umsetzung
Im Aufruf zum schweizerischen Landesstreik wurde von linker Seite auf diesen Entscheid Bezug genommen:  "Demokratie und Volk [haben] in der denkwürdigen Abstimmung vom 13. Oktober den gegenwärtigen verantwortlichen Behörden des Landes das Vertrauen entzogen." In den Forderungen wurden sofortige Neuwahlen des Nationalrates auf Grundlage des Proporzes verlangt. Auch wenn der Landesstreik am 14. November abgebrochen wurde, legte der Bundesrat bereits am 26. November 1918 seinen Gesetzesentwurf zur Umsetzung der Volksinitiative vor. Die Bundesversammlung begann mit den Beratungen noch im Dezember 1918 und verabschiedete das Proporzgesetz am 14. Februar 1919.
Am 26. Oktober 1919 fanden schliesslich die ersten Nationalratswahlen nach Proporz statt (Schweizer Parlamentswahlen 1919), mit einer nie mehr erreichten Wahlbeteiligung von achtzig Prozent. Der Freisinn verlor dabei seine bisherige absolute Mehrheit, Sozialdemokraten und Bauernpartei (spätere SVP) gewannen viele Sitze, die Katholisch-Konservativen stagnierten.